# 石井邦彦
石井 邦彦（いしい くにひこ、1955年6月25日 - ）は、兵庫県出身の元プロ野球選手（投手）。右投右打。

## 来歴・人物
育英高では1年下の菊村徳用とともに投の二本柱として活躍するが、甲子園には出場できなかった。卒業後は大東文化大学に進学。当時の首都大学リーグは東海大、日体大の二強時代であり、優勝には届かず1976年秋季リーグの3位が最高成績であった。
1977年ドラフト1位で日本ハムファイターズに入団。1978年9月10日には阪急ブレーブスを相手に初登板初先発を果たすが、ウイリアムスに本塁打を喫するなど打ち込まれ4回途中で降板。この映像は「熱闘!日本シリーズ1978 ヤクルト - 阪急」で見ることができる。これ以降は一軍での登板機会がなく、1982年限りで現役引退。引退後は打撃投手を務めた。
アンダースローからのストレートとシンカーが武器であった。

## 詳細情報

### 年度別投手成績
| 年 度     | 球 団     | 登 板 | 先 発 | 完 投 | 完 封 | 無 四 球 | 勝 利 | 敗 戦 | セ 丨 ブ | ホ 丨 ル ド | 勝 率 | 打 者 | 投 球 回 | 被 安 打 | 被 本 塁 打 | 与 四 球 | 敬 遠 | 与 死 球 | 奪 三 振 | 暴 投 | ボ 丨 ク | 失 点 | 自 責 点 | 防 御 率 | W H I P |
| --------- | --------- | ----- | ----- | ----- | ----- | -------- | ----- | ----- | -------- | ----------- | ----- | ----- | -------- | -------- | ----------- | -------- | ----- | -------- | -------- | ----- | -------- | ----- | -------- | -------- | ------- |
| 1978      | 日本ハム  | 1     | 1     | 0     | 0     | 0        | 0     | 1     | 0        | --          | .000  | 18    | 3.2      | 7        | 2           | 1        | 0     | 0        | 1        | 0     | 0        | 4     | 4        | 9.00     | 2.18    |
| 通算：1年 | 通算：1年 | 1     | 1     | 0     | 0     | 0        | 0     | 1     | 0        | --          | .000  | 18    | 3.2      | 7        | 2           | 1        | 0     | 0        | 1        | 0     | 0        | 4     | 4        | 9.00     | 2.18    |

### 記録
- 初登板・初先発：1978年9月10日、対阪急ブレーブス後期12回戦（後楽園球場）

### 背番号
- 11（1978年 - 1982年）
- 66（1983年 - 1984年）